# Le Breuil-sous-Argenton
Le Breuil-sous-Argenton ist eine Ortschaft im Département Deux-Sèvres in der Region Nouvelle-Aquitaine im Südwesten Frankreichs. Die bisher eigenständige Gemeinde wurde mit Wirkung vom 1. Januar 2016 mit Argenton-les-Vallées, La Chapelle-Gaudin, La Coudre, Moutiers-sous-Argenton und Ulcot zur Commune nouvelle Argentonnay zusammengelegt. Sie hat seither den Status einer Commune déléguée mit 439 Einwohnern (Stand 1. Januar 2022). Nachbarorte sind Saint-Maurice-la-Fougereuse im Nordwesten, Genneton im Norden, Ulcot im Nordosten, Massais im Osten, Moutiers-sous-Argenton im Südosten und Argenton-les-Vallées im Südwesten.

## Bevölkerungsentwicklung
| Jahr      | 1962 | 1968 | 1975 | 1982 | 1990 | 1999 | 2006 | 2013 |
| --------- | ---- | ---- | ---- | ---- | ---- | ---- | ---- | ---- |
| Einwohner | 361  | 341  | 341  | 374  | 447  | 412  | 393  | 487  |

## Sehenswürdigkeiten

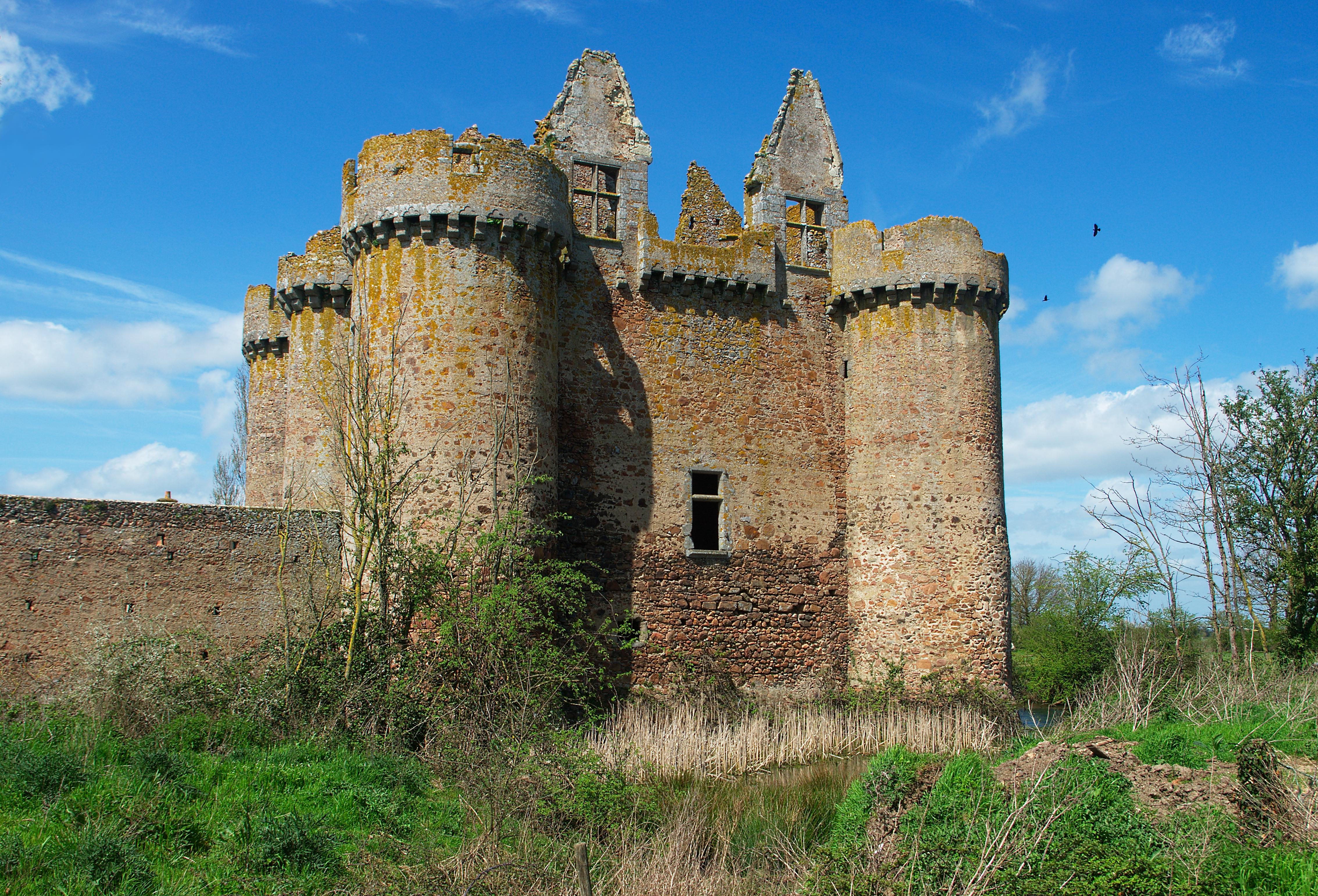
Schloss L’Ebaupinay

- Schloss L’Ebaupinay